# 吴钰
吴钰（1913年5月12日—2003年11月11日），字式相，福建福州人，铁路工程师。

## 生平
吴钰于1934年毕业于交通大学唐山工程学院。毕业后曾参加粤汉铁路株韶段建设工程。抗日战争期间，历任工务员、帮工程司、副工程司，并兼任郴县工务分段段长。抗战结束后晋升正工程司，并出任郴县工务总段段长、樟河桥工处主任。1947年赴美国，参加紐約中央鐵路公司干线改造、托莱多客货枢纽改建工程。次年在美国知名桥梁专家戴维·斯坦曼顾问工程公司担任设计员，参加过曼哈顿两座公路大桥的设计工作。
吴钰于1949年回到中国，任广九铁路正工程司兼工务总段长。中华人民共和国成立后，任衡阳铁路局广州分局工务科科长、衡阳铁路局工务处处长、广州铁路局工务处处长等。1956年被铁道部授予一等功。同年调入铁道部工作，历任铁道部工务局副总工程师、总工程师、顾问、副局长。1982年起任铁道部技术顾问（副部级）。同年加入中国共产党。1990年经国务院批准，享受教授待遇、政府特殊津贴。1995年退休。
吴钰是第三届全国人大代表，第三届全国政协特邀列席代表，第五、七届全国政协委员，第六届全国政协常委，并曾担任中国土木工程学会理事、中国铁道学会常务理事，《中国大百科全书》铁路工程副主编等职。2003年11月11日在北京逝世，终年91岁。